# Die Fraktion
Die Fraktion ist eine deutsche Rockband mit den Bandmitgliedern Jaque Gelee, Ralph Snugger, Marc van der Hinten in die Beine und Simon Sigurvinsson. Kennengelernt haben sich die vier Musiker aus Stuttgart und Berlin auf einem Backstreet-Boys-Konzert in Bad Saulgau. Zur UEFA EURO 2008 steuerte die Fraktion den offiziellen Coca-Cola-Fansong Schwarz Rot Gold – Wir sind das Team bei, der es in den offiziellen deutschen Single-Charts (Media Control) bis auf Platz 63 schaffte.

Am 17. Dezember 2011 wurde die Band vom Deutschen Rock & Pop Musikerverband bei der Verleihung des Deutschen Rock & Pop Preis in Wiesbaden mit dem Deutschen Rock Preis 2011 ausgezeichnet.
Ihr Lied Für immer VfB wurde von den Fans des VfB Stuttgart zum Stadionsong gekürt: Es wird vor jedem Heimspiel gespielt. Zuletzt sang Die Fraktion auf der Fanmeile Berlin vor dem WM-Finale 2014 vor 500.000 Menschen. Es war Marc Lorys letzter Auftritt. Er starb im Alter von 37 Jahren. Anfang 2015 gab die Band bekannt, dass sie mit Daniel Köbbert (Danny Cave) einen neuen Gitarristen gefunden hat.

## Geschichte

### Anfänge und VfB-Fanlieder
Bekannt wurde die Band erstmals unter dem Namen Rote Tor Fraktion. Unter diesem Namen veröffentlichte sie für ihren Lieblingsverein VfB Stuttgart ab der Meistersaison 2006/07 mehrere Lieder, traten mehrfach in der Arena des VfB Stuttgart bei Heimspielen und auch bei der Saison-Eröffnung des VfB auf. Das erste Lied war VfB ein Leben lang, das meist vor Anpfiff abgespielt wird. Später während des sportlichen Absturzes in der Hinrunde der Saison 2007/08 veröffentlichte sie Kopf hoch Stuttgart.
Am 4. Oktober 2008 folgte die Präsentation einer rockigen Neuauflage der inoffiziellen Württemberg-Hymne von Justinus Kerner aus dem Jahr 1818 (Landeshymne des ehemaligen Königreich Württemberg) mit einem Auftritt vor dem Bundesligaheimspiel des VfB gegen Werder Bremen.
Mit Für immer VfB veröffentlichten sie am 18. August 2012 ein weiteres Lied für den VfB Stuttgart. Bei diesem Fanlied wirken „Die Exil-Schwaben“ mit, ein schwäbischer Chor aus Berlin. Laut einer vom VfB Stuttgart durchgeführten Abstimmung im Jahr 2013 war es der beliebteste Stadionsong unter den Anhängern.
Im Rahmen der VfBfairplaywoche „Was ist Inklusion?“ des VfB Stuttgart im April 2018 nahm die Band zusammen mit der Brenz Band eine neue Version von „Für immer VfB“ auf. Gemeinsam mit der inklusiven Band wurde ein Video von Filmproduzent Jochen Laube produziert, das am 21. April 2018 vor dem Heimspiel in der Mercedes-Benz Arena gegen Werder Bremen präsentiert wurde. Alle Erlöse der CD gingen an die Brenz Band.
Zum 10. Todestag ihres Gitarristen Marc Lory, veröffentlichte die Band am 21. August 2024 den Song "Ein Versprechen", der den Verlust ihres Freundes und Bandmitgliedes thematisiert.

### Umbenennung
Am 6. Oktober 2008 veröffentlichte die Stuttgarter Lokalausgabe der Bild-Zeitung einen Artikel, in dem die Band wegen ihres Namens Rote Tor Fraktion und des Logos mit Stern stark kritisierte, das dies Ähnlichkeiten mit der Terrorgruppe Rote Armee Fraktion aufweise. Die Band distanzierte sich jedoch davon und behauptete, dass sie diese Ähnlichkeit niemals beabsichtigt hatte. Um weiteren Irritationen aus dem Weg zu gehen, benannte man sich daraufhin in Die Fraktion um.

### Bekannte Produktionen
Die vier Musiker schrieben zur EM 2008 die Fan-Hymne Schwarz Rot Gold – Wir sind das Team. Der Song hatte die Dauer eines Fußballspiel, 90 Minuten. Zur WM 2010 gab es eine Neuauflage von Schwarz Rot Gold.
Die Band schrieb für den Handballbundesligisten Frisch Auf Göppingen das Lied Mit Herz und Hand. Der Song wird von Frisch Auf als Einlaufhymne bei Heimspielen verwendet.
Dem deutschen Fußballspieler Mario Gómez widmeten sie den Song Mario Gomez und der Ball geht rein.
Am 11. Juni 2010 veröffentlichten sie das erste Album Mut im Bauch, welches unter dem eigenen Label Orangener Vorhang Musik im Vertrieb von Alive erschien.